# Segundo Gobierno de Malenkov
El Segundo Gobierno de Malenkov fue el gabinete de la Unión Soviética establecido en 1954 con Gueorgui Malenkov como jefe de Gobierno, desempeñándose como presidente del Consejo de Ministros. Se estableció el 27 de abril de 1954, tras aprobación del Sóviet Supremo. Durante este periodo, el Consejo de Ministros fue escenario de luchas de poder entre varios grupos políticos dentro del partido, principalmente entre los de Malenkov contra los del primer secretario del Partido, Nikita Jrushchov. Finalizó el 8 de febrero de 1954, cuando Malenkov fue obligado a dimitir como presidente del Consejo de Ministros por Jrushchov. 

## Establecimiento
Tras el establecimiento de un gobierno conjunto, el poder se dividió, con Jrushchov como Primer Secretario del Partido Comunista y Malenkov como Presidente del Consejo de Ministros. Las facciones que se formaron en torno a ambos ocasionó que Jrushchov y Malenkov se separaran. 
A principios de 1955, debido a un papel muy débil llevado a cabo por el Consejo de Ministros, así como a la ineficacia de las reformas, Malenkov se vio obligado a renunciar al cargo, para desempeñarse como vicepresidente y ministro de Energía, y fue reemplazado por Nikolái Bulganin.

## Composición
| Ministro                                                                | Titular                  | Partido |
| ----------------------------------------------------------------------- | ------------------------ | ------- |
| Presidente                                                              | Gueorgui Malenkov        | PCUS    |
| Primer Vicepresidente                                                   | Nikolái Bulganin         | PCUS    |
| Primer Vicepresidente                                                   | Lázar Kaganóvich         | PCUS    |
| Primer Vicepresidente                                                   | Viacheslav Mólotov       | PCUS    |
| Vicepresidentes                                                         | Anastás Mikoyán          | PCUS    |
| Vicepresidentes                                                         | Mijaíl Pervujin          | PCUS    |
| Vicepresidentes                                                         | Máksim Saburov           | PCUS    |
| Vicepresidentes                                                         | Alekséi Kosyguin         | PCUS    |
| Vicepresidentes                                                         | Viacheslav Malyshev      | PCUS    |
| Vicepresidentes                                                         | Iván Tevosián            | PCUS    |
| Administrador de Asuntos                                                | Anatoli Korobov          | PCUS    |
| Asuntos Exteriores                                                      | Viacheslav Mólotov       | PCUS    |
| Defensa                                                                 | Nikolái Bulganin         | PCUS    |
| Asuntos Internos                                                        | Serguéi Kruglov          | PCUS    |
| Comercio                                                                | Anastás Mikoyán          | PCUS    |
| Mecánica Mediana                                                        | Viacheslav Malyshev      | PCUS    |
| Comercio Exterior                                                       | Iván Kabanov             | PCUS    |
| Industria Aeronáutica                                                   | Piótr Dementev           | PCUS    |
| Control del Estado                                                      | Vasili Zhavoronkov       | PCUS    |
| Salud                                                                   | Maria Kovrigina          | PCUS    |
| Reservas (1954)                                                         | Leonid Korniets          | PCUS    |
| Transporte por Carretera y Autopistas                                   | Iván Lijachev            | PCUS    |
| Ferrocarriles                                                           | Boris Beshchev           | PCUS    |
| Agricultura                                                             | Iván Beneditkov          | PCUS    |
| Agricultura Estatal                                                     | Alekséi Kozlov           | PCUS    |
| Educación Superior                                                      | Viacheslav Eliutin       | PCUS    |
| Geología y Protección Subterránea                                       | Piótr Antrópov           | PCUS    |
| Cultura                                                                 | Gueorgui Aleksándrov     | PCUS    |
| Pesca                                                                   | Aleksándr Ishkov         | PCUS    |
| Finanzas                                                                | Arseni Zvérev            | PCUS    |
| Justicia                                                                | Konstantín Gorshenin     | PCUS    |
| Energía                                                                 | Alekséi Pavlenko         | PCUS    |
| Ingeniería Eléctrica                                                    | Iván Skidanenko          | PCUS    |
| Transporte Marítimo y Fluvial (1954)                                    | Zosima Shashkov          | PCUS    |
| Transporte Acuático (1954-1955)                                         | Zosima Shashkov          | PCUS    |
| Asuntos Marítimos                                                       | Víktor Bakaev            | PCUS    |
| Información                                                             | Nikolái Psurtsev         | PCUS    |
| Construcción                                                            | Nikolái Dygái            | PCUS    |
| Tecnología de Transporte                                                | Serguéi Stepánov         | PCUS    |
| Industria Forestal y de Papel                                           | Fiódor Varaksin          | PCUS    |
| Silvicultura                                                            | Gueorgui Orlov           | PCUS    |
| Industria y Comercio                                                    | Piótr Parshin            | PCUS    |
| Industria Petrolífera                                                   | Mijaíl Evseenko          | PCUS    |
| Industria Cárnica y Láctea                                              | Serguéi Antonov          | PCUS    |
| Industria Alimenticia                                                   | Vasili Zotov             | PCUS    |
| Industria de Materiales de Construcción                                 | Pável Yudin (1955-1956)  | PCUS    |
| Industria de Bienes de Consumo                                          | Nikita Ryzhkov           | PCUS    |
| Industria y Tecnología de Radiofusión                                   | Valeri Kalmikov          | PCUS    |
| Maquinaria e Industria de Herramientas                                  | Anatoli Kostounov        | PCUS    |
| Construcción e Ingeniería Vial                                          | Efim Novoselov           | PCUS    |
| Construcción Metalúrgica y Química                                      | David Raiser             | PCUS    |
| Construcción de Motores Pesados                                         | Konstantín Pejutov       | PCUS    |
| Industria de Carbón                                                     | Aleksándr Zademiko       | PCUS    |
| Industria Química                                                       | Serguéi Tíjomirov        | PCUS    |
| Metalurgia No Ferrosa                                                   | Piótr Lomako             | PCUS    |
| Metalurgia Ferrosa                                                      | Aleksándr Sheremétiev    | PCUS    |
| Presidente del Gosbank                                                  | Vasili Popov             | PCUS    |
| Industria Automotriz y de Maquinaria Agrícola                           | Stepan Akopov            | PCUS    |
| Comercio Exterior                                                       | Iván Kabanov             | PCUS    |
| Construcción Urbana y Rural                                             | Iván Koszul              | PCUS    |
| Industria de Defensa                                                    | Dmitri Ustinov           | PCUS    |
| Industria de Construcción Naval                                         | Iván Nosenko (1955-1956) | PCUS    |
| Electricidad                                                            | Loginov Gueorguiévich    | PCUS    |
| Construcción de la Industria de Carbón                                  | Leonid Melnikov          | PCUS    |
| Construcción de la Industria Petrolífera                                | Mijaíl Evseenko          | PCUS    |
| Construcción de Transporte                                              | Evgeni Kozhevnikov       | PCUS    |
| Comité de Seguridad del Estado                                          | Iván Serov               | PCUS    |
| Comité Estatal de Planificación                                         | Máksim Saburov           | PCUS    |
| Comité Estatal de Construcción                                          | Konstantín Sokolov       | PCUS    |
| Comité de Supervisión de la Seguridad Laboral en la Industria y Minería | Aleksándr Zademidko      | PCUS    |
| Comité Estatal de Deportes                                              | Romanov Nikoláievich     | PCUS    |
| Comité Estatal de Normas e Instrumentación                              | Andréi Viatkin           | PCUS    |
| Comité Estatal de Minería                                               | Lozhechkin Pávlovich     | PCUS    |
| Comité Estatal de Fijación de Penciones                                 | Piótr Moskatov           | PCUS    |
| Consejo de Asuntos Religiosos                                           | Iván Polianski           | PCUS    |
| Departamento General de Meteorología e Hidrología                       | Andréi Zolotuhin         | PCUS    |
| Comité de Aviación Civil                                                | Semión Zhavoronkov       | PCUS    |
| Agencia de Telégrafos                                                   | Nikolái Palgunov         | PCUS    |

- Datos: Q4426211